# Paul Lawrence Farber
Pour les articles homonymes, voir Farber.
Paul Lawrence Farber (né le 7 mars 1944 et mort le 28 novembre 2021) est un historien des sciences et auteur américain, professeur d'histoire des sciences à l'Université d'État de l'Oregon. Il a écrit ou édité huit livres sur l'histoire des sciences ainsi que des dizaines d'articles.
En 2010, il a été élu président de la History of Science Society. Les collections spéciales de l'Oregon State University contiennent les papiers personnels de Farber. Il est membre élu de l'Association américaine pour l'avancement des sciences.

## Livres
- The Emergence of Ornithology as a Scientific Discipline, 1760-1850 . (Dordrecht: D. Reidel Publishing Co. 1982)
- Religion, Science, and Worldview: Essays in Honor of Richard S. Westfal (Cambridge, Angleterre; New York, NY: Cambridge University Press 1985)
- (co-écrit avec Mix, Michael C. et King, Keith I.) Biology: The Network of Life. (New York, NY: Harper Collins Publishers 1992. )
- Finding Order in Nature: The Naturalist Tradition from Linnaeus to EO Wilson . Baltimore, MD: The Johns Hopkins University Press 1994.
- Discovering Birds: The Emergence of Ornithology as a Scientific Discipline, 1760-1850 . (Baltimore, MD: The Johns Hopkins University Press 1997)
- The Temptations of Evolutionary Ethics. (Berkeley, Californie: University of California Press 1998)
- (co-écrit avec Cravens, Hamilton) Race and Science: Scientific Challenges to Racism in Modern America . (Corvallis, OR: Oregon State University Press 2009)
- Mixing Races: From Scientific Racism to Modern Evolutionary Ideas. (Baltimore, Md: The Johns Hopkins University Press 2011).